# Ismaël Kandouss
Ismaël Kandouss (en arabe : إسماعيل قندوس), né le 12 novembre 1997 à Lille en France, est un footballeur international marocain qui joue au poste de défenseur central à La Gantoise.
Passé par aucun centre de formation, Ismaël Kandouss fait ses débuts en seniors à l'USL Dunkerque avant de rejoindre la Belgique à l'âge de 21 ans pour jouer avec le Royale Union saint-gilloise, avec lequel il est sacré champion de la deuxième division belge en 2021 et vice-champion de la Jupiler Pro League en 2022. En 2023, il file à La Gantoise.
Possédant la double nationalité française et marocaine, il reçoit trois caps avec l'équipe du Maroc olympique en 2019. Plus tard en 2023, il fait ses débuts avec l'équipe première du Maroc entraînée par Walid Regragui.

## Biographie

### Naissance et débuts en amateurs (1997-2016)
Ismaël Kandouss naît le 12 novembre 1997 à Lille au nord de la France au sein d'une famille mixte : son père est d'origine marocaine et sa mère est Française. Grandissant à Villeneuve-d'Ascq, il voyage souvent en famille vers son pays d'origine en direction de Taza au nord-est du Maroc, ville dans laquelle habite une grande partie de sa famille paternelle. Fan du FC Barcelone et de Ronaldinho et motivé par son grand-père, il commence à jouer au football au club amateur de Villeneuve d'Ascq Métropole dès l'âge de cinq ans et y dispute sept ans dans les catégories inférieures.
En 2010, lorsqu'il a douze ans, il passe un test d'essai à l'ES Wasquehal au sud-ouest de Roubaix mais n'est finalement pas retenu. Alors qu'il retourne à Villeneuve d'Ascq Métropole, le hasard du calendrier fait que le weekend d'après, il joue face à ce même club et remporte le match sur le score de 1-4 en étant titularisé. Le coach de l'équipe adverse retourne vers Kandouss et fait le nécessaire pour récupérer tout de même le joueur. Disputant sa première saison à l'ES Wasquehal, il est viré du club. Le coach des U14 retourne vers Kandouss pour lui faire savoir qu'il aura besoin de ses services pour les saisons prochaines. À la suite du fait qu'il soit viré, il est contraint de repasser ses tests comme s'il était un nouveau joueur. Il dispute alors les prochaines saisons en tant que titulaire dans le club avec les U14, U15 et U16. Il passe également des tests dans plusieurs centres de formation : le Valenciennes FC, l'ESTAC Troyes, et le LOSC Lille mais n'a jamais été retenu, l'obligeant à retourner à l'ES Wasquehal.
Âgé de seize ans et se fixant comme unique objectif une carrière de footballeur professionnel, il intègre un établissement sport-étude, pour lui permettre de finir son Baccalauréat scientifique. Ensuite, il tente d'obtenir une licence de STAPS qu'il arrête pour se concentrer à plein temps dans sa carrière. En parallèle il travaille pendant les vacances scolaires à la piscine Babylone de Villeneuve d'Ascq pour occuper le poste de surveillant-baignade. Il combine ensuite le job avec animateur de stages d'enfants. Il dispute quatre ans à l'ES Wasquehal avant de signer à l'USL Dunkerque. Toujours dans le but de percer dans le football, il parvient à décrocher un rendez-vous à Wolverhampton en Angleterre pour s'essayer au Wolverhampton Wanderers FC. La malchance de Kandouss fait qu'il se trouve finalement « dans une base militaire où il y a besoin d'un badge pour rentrer », dit-il dans une interview avec La DH Les Sports+. Tentant le tout pour le tout, il roule quelques kilomètres plus loin pour s'essayer dans un club de la cinquième division anglaise, qui elle-même ne le retient pas. Ismaël explique lors d'une interview : « Malgré ces différents échecs, je ne me suis jamais dit : ‘C’est bon, j’arrête.’ J’aimais trop le football et surtout je ne savais pas ce que j’aurais pu faire d’autre : parfois je me demandais quel autre métier je pourrais faire mais rien ne me venait à l’esprit. ». Il passe ensuite des tests à Brighton & Hove Albion FC, club dans lequel il joue des matchs à onze contre onze sous les yeux des recruteurs. Toujours joueur de l'USL Dunkerque, il trouve preneur et s'engage à l'Arras FS au Pas-de-Calais.

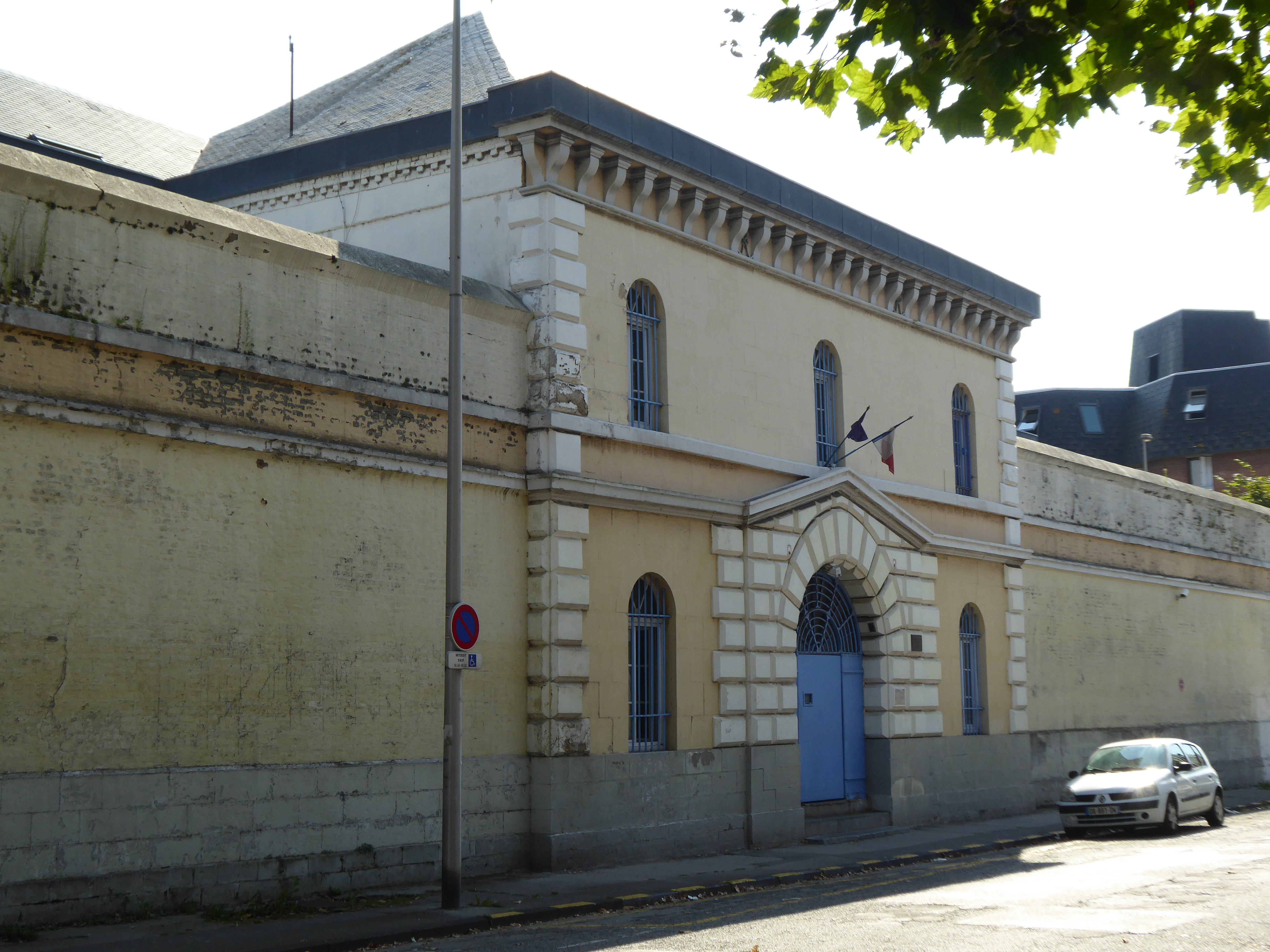
Ismaël travaille pendant deux ans à la prison de Dunkerque.

Toujours sans contrat professionnel, Ismaël continue les petits jobs et parvient à trouver un poste de coach sportif dans la prison de Dunkerque. Le jeune Ismaël organise des tournois de foot et de ping-pong et des séances de musculation dans la salle de sport de la prison. Il déclare à propos de cette époque : « Tu offres des loisirs et des sourires aux détenus. Le sens du partage est très puissant entre prisonniers, il règne une grande solidarité. J’y ai vu toute la société : des gens qui avaient fait des trucs atroces… mais aussi des cadres supérieurs dont la vie avait basculé à cause d’une erreur ou d’une mauvaise réaction. Tout le monde peut passer par la case prison pour une seule bêtise, même si tu as été irréprochable toute ta vie (sic). J’y ai aussi vu des footballeurs de talent, des gars prometteurs qui, à un moment, avaient flanché dans un autre domaine de leur vie. ».

### USL Dunkerque (2016-2019)
Le 1er juillet 2016, il s'engage librement à l'USL Dunkerque dans la catégorie des espoirs. Il dispute la saison 2016-17 avec l'équipe des U19, en s'entraînant régulièrement avec l'équipe réserve. Entre-temps, le joueur passe par plusieurs centres de formation mais ne parvient pas à s'engager dans quelconque club.
Le 19 août 2017, il dispute son premier match en National 3 avec l'USL Dunkerque B face à Saint-Quentin en étant titularisé au Stade Marcel-Tribut aux côtés de Mehdi Chahiri et Alexis Allart, selon les choix de son entraîneur Jean-Charles Delgrange (défaite, 1-3). Au cours de la saison 2017-18, il s'entraine régulièrement avec l'équipe première. Le 9 mars 2018, il entre pour la première fois en jeu avec l'équipe première face à l'US Concarneau en héritant du numéro 29 (défaite, 2-1). Le 27 avril 2018 a lieu sa première titularisation avec l'équipe première face au Pau FC (match nul, 0-0).
Au cours de la saison 2018-19, il ne dispute que onze matchs de championnat et trois matchs de Coupe de France sous la houlette de l'entraîneur Claude Robin. En septembre, il est repéré par Alex Hayes, directeur technique de l'Union Saint-Gilloise à la recherche d'un défenseur central de grande taille.

### Union saint-gilloise (2019-2023)
Le 14 janvier 2019, il s'engage librement pour deux saisons au Royale Union saint-gilloise, club promu en deuxième division belge et hérite ainsi du numéro 59 sous la houlette de l'entraîneur Luka Elsner. Il déclare plus tard dans une interview que le numéro 59 fait référence au numéro de département de Lille. Avec le départ du club de Thibault Peyre et la blessure de Pietro Perdichizzi, Ismaël Kandouss a une place à prendre dans le club belge.
Le 20 janvier 2019, il dispute son premier match avec l'Union en étant titularisé face à l'Oud-Heverlee Louvain (victoire, 2-1). Il dispute la saison 2018-2019 en ayant joué six matchs de championnat et onze matchs de Coupe de Belgique. Dans cette dernière, il atteint la demi-finale face au KV Malines (score cumulé : défaite, 1-2). En classement de championnat, l'Union termine la saison en se classant deuxième après le KV Malines.
Ismaël Kandouss commence la saison 2019-2020 par un changement d'entraîneur et accueille Thomas Christiansen. Il s'impose rapidement en tant qu'élément clé de l'effectif saint-gillois et inscrit son premier but le 21 septembre 2019 face au KVC Westerlo (victoire, 1-2). Le 21 décembre 2019, il inscrit son deuxième but face au KSV Roulers (match nul, 1-1). Il dispute au total 25 matchs de championnat et termine quatrième du championnat après un arrêt de championnat le 29 février 2020 à la suite de la pandémie de Covid-19, à la suite de la décision de la Fédération royale belge de football. En fin de saison, l'entraîneur Christiansen est remplacé par Felice Mazzù.
Après une demi-saison d'inactivité, son nouvel entraîneur parvient à bâtir une équipe solide efficace défensivement et capable de jouer de l'avant. Le 22 septembre 2020, Ismaël prolonge avec le club jusqu'en mi-2023. Il forme un duo central avec Christian Burgess, avec dans les cages Anthony Moris et dispute le premier match de la saison 2020-21 le 21 août 2020 face au KMSK Deinze (victoire, 0-2). Avec une attaque composée de Dante Vanzeir et Loïc Lapoussin, les Unionistes parviennent à enchaîner les victoires et à remporter le championnat en fin de saison, parvenant à assurer leur place en première division belge après 48 ans d'absence.
Avec Felice Mazzù toujours à la tête du club, il garde les mêmes éléments clés pour garder un bon dynamisme et bâtit un système à trois défenseurs : Jonas Bager, Ismaël Kandouss et Siebe Van der Heyden. Le 25 juillet 2021, Felice et Ismaël commencent la Jupiler Pro League par une remarquable victoire de 1-3 au Lotto Park face au RSC Anderlecht entraîné par Vincent Kompany. Avec Teddy Teuma en tant que capitaine, les Unionistes restent dans le même rythme que la saison passée et marchent sur les plus grands clubs de Belgique avec une nouvelle victoire de 4-0 face au Standard de Liège, le 28 août 2021 avec un Ismaël Kandouss toujours titulaire et qui fait partie des plans. Les Unionistes confirment leur niveau en battant de nouveau le RSC Anderlecht le 30 janvier 2022 à domicile (victoire, 1-0). Le 5 mars 2022, Ismaël Kandouss inscrit son premier but de la saison face au KV Courtrai sur une passe décisive de Casper Nielsen (victoire, 2-3). Premiers dans le classement de la Jupiler Pro League tout au long de la saison 2021-2022, les play-offs en fin de saison mettent un terme au rêve unioniste le 8 mai 2022 après une défaite face au Club Bruges KV (0-2), qui est finalement sacré champion de Belgique de la saison 2021-22.
Le 1er octobre 2022, Ismaël Kandouss inscrit son premier but de la saison 2022-2023 face à Oud-Heverlee Louvain grâce à une passe décisive de Teddy Teuma (victoire, 0-3). Le 20 décembre 2022, il est devancé par Tarik Tissoudali pour le trophée du Lion belge. En deuxième partie de saison, l'Union saint-gilloise survole le haut du classement de la Pro League avec un Ismaël Kandouss titulaire à tous les matchs. Le 4 juin 2023, il est champion de Belgique pendant une demi heure lors des play-offs qui ont lieu en Belgique opposant l'Union saint-gilloise au Club Bruges KV (1-3) et le KRC Genk à l'Antwerp (match nul, 2-2). Victorieux pendant tout le match avec à la clé le premier sacre du championnat belge, le Club Bruges égalise à la dernière minute du match, avant d'ajouter deux buts supplémentaires dans les minutes additionnels, offrant ainsi le titre à l'Antwerp.

### KAA La Gantoise (depuis 2023)
Le 12 juillet 2023, il est présenté au KAA La Gantoise comme nouveau joueur du club,. Il signe ainsi un contrat de quatre ans (jusqu'en 2027). Il rejoint ainsi son compatriote en sélection Tarik Tissoudali. 
Le 30 juillet, le KAA La Gantoise dispute son premier match de la saison contre le KV Courtrai, match dans lequel la défense centrale est composée de Jordan Torunarigha et Tsuyoshi Watanabe, pendant qu'Ismaël Kandouss fait sa première apparition sur le banc pendant 90 minutes (victoire, 3-2). Le 9 août, il reçoit sa première titularisation à l'occasion d'un match de Ligue Europa Conférence contre le MKS Pogoń Szczecin (victoire, 5-0).

### Carrière internationale

#### Parcours junior avec le Maroc (2019)
Ismaël Kandouss peut grâce à sa double nationalité, prétendre aussi bien à une sélection pour l'équipe de France que pour l'équipe du Maroc.
Le 18 août 2019, il est sélectionné par le sélectionneur Patrice Beaumelle avec le Maroc olympique pour une double confrontation contre l'équipe du Mali olympique comptant pour les qualifications à la Coupe d'Afrique des moins de 23 ans. Lors du match aller, il est mis pendant 90 minutes sur le banc pour laisser place au duo centrale composé d'Achraf Dari et d'Abdelmounaim Boutouil (match nul, 1-1). Cependant, il dispute le match retour à Bamako, aligné en même temps qu'Achraf Hakimi mais les Marocains voient finalement une chance de se qualifier, s'envoler après une défaite de 1-0.
Présélectionné par Walid Regragui et ses adjoints Gharib Amzine et Rachid Benmahmoud parmi une liste de 55 joueurs marocains pour la Coupe du monde 2022 au Qatar, il ne figure finalement pas dans la liste définitive des 26 joueurs, la défense centrale marocaine elle, composée de Romain Saïss, Nayef Aguerd, Jawad El Yamiq, Achraf Dari et Badr Benoun. Il déclare tout-de-même : « J’ai toujours eu le rêve de porter le maillot des Lions et je compte bien le faire un jour (...) Si je continue à travailler, ça va venir. ».

#### Maroc A (depuis 2023)
Le 26 mai 2023, il est sélectionné par Walid Regragui et figure pour la première fois sur la liste définitive du Maroc pour deux matchs internationaux : face au Cap-Vert et l'Afrique du Sud,. Le 12 juin face au Cap-Vert, il reçoit sa première titularisation dans un duo central qu'il forme avec Nayef Aguerd. Il est remplacé à la mi-temps par Jawad El Yamiq (match nul, 0-0).

## Style de jeu
Dès l'âge de dix-sept ans, Ismaël Kandouss mesure déjà 1m92 pour 83 kg. Le joueur se décrit comme « ayant la capacité de récupérer de nombreux ballons et de gagner beaucoup de duels ». À son poste, Ismaël s'inspire de Sergio Ramos et Raphaël Varane.

## Statistiques

### En club
| Saison                | Club                  | Championnat           | Championnat | Championnat | Championnat | Coupe(s) nationale(s) | Coupe(s) nationale(s) | Coupe(s) nationale(s) | Compétition(s) continentale(s) | Compétition(s) continentale(s) | Compétition(s) continentale(s) | Compétition(s) continentale(s) | Maroc | Maroc | Maroc | Total | Total | Total |
| Saison                | Club                  | Division              | M.          | B.          | P.d.        | M.                    | B.                    | P.d.                  | Comp.                          | M.                             | B.                             | P.d.                           | M.    | B.    | P.d.  | M.    | B.    | P.d.  |
| 2017-2018             | USL Dunkerque         | National              | 5           | 0           | 0           | -                     | -                     | -                     | -                              | -                              | -                              | -                              | -     | -     | -     | 5     | 0     | 0     |
| 2018-2019             | USL Dunkerque         | National              | 11          | 0           | 1           | 3                     | 0                     | 0                     | -                              | -                              | -                              | -                              | -     | -     | -     | 14    | 0     | 1     |
| Sous-total            | Sous-total            | Sous-total            | 16          | 0           | 1           | 3                     | 0                     | 0                     | -                              | -                              | -                              | -                              | -     | -     | -     | 19    | 0     | 1     |
| 2018-2019             | Union Saint-Gilloise  | Division 1B           | 15          | 1           | 0           | 2                     | 0                     | 0                     | -                              | -                              | -                              | -                              | -     | -     | -     | 17    | 1     | 0     |
| 2019-2020             | Union Saint-Gilloise  | Division 1B           | 25          | 2           | 0           | 2                     | 0                     | 0                     | -                              | -                              | -                              | -                              | -     | -     | -     | 27    | 2     | 0     |
| 2020-2021             | Union Saint-Gilloise  | Division 1B           | 15          | 0           | 0           | 2                     | 0                     | 0                     | -                              | -                              | -                              | -                              | -     | -     | -     | 17    | 0     | 0     |
| 2021-2022             | Union Saint-Gilloise  | Division 1A           | 36          | 1           | 0           | 1                     | 0                     | 0                     | -                              | -                              | -                              | -                              | -     | -     | -     | 37    | 1     | 0     |
| 2022-2023             | Union Saint-Gilloise  | Division 1A           | 33          | 1           | 0           | 4                     | 0                     | 0                     | C3                             | 10                             | 0                              | 0                              | 1     | 0     | 0     | 48    | 1     | 0     |
| Sous-total            | Sous-total            | Sous-total            | 124         | 5           | 0           | 11                    | 0                     | 0                     | -                              | 10                             | 0                              | 0                              | 1     | 0     | 0     | 146   | 5     | 0     |
| 2023-2024             | KAA La Gantoise       | Division 1A           | 34          | 2           | 0           | 3                     | 0                     | 0                     | C4                             | 12                             | 0                              | 0                              | -     | -     | -     | 49    | 2     | 0     |
| 2024-2025             | KAA La Gantoise       | Division 1A           | 1           | 0           | 0           | -                     | -                     | -                     | C4                             | 1                              | 0                              | 0                              | -     | -     | -     | 2     | 0     | 0     |
| 2025-2026             | KAA La Gantoise       | Division 1A           | -           | -           | -           | -                     | -                     | -                     | -                              | -                              | -                              | -                              | -     | -     | -     | 0     | 0     | 0     |
| Sous-total            | Sous-total            | Sous-total            | 35          | 2           | 0           | 3                     | 0                     | 0                     | -                              | 13                             | 0                              | 0                              | -     | -     | -     | 51    | 2     | 0     |
| 2024-2025             | Al-Orobah (prêt)      | Saudi Pro League      | 29          | 2           | 0           | 1                     | 0                     | 0                     | -                              | -                              | -                              | -                              | -     | -     | -     | 30    | 2     | 0     |
| Total sur la carrière | Total sur la carrière | Total sur la carrière | 204         | 9           | 1           | 18                    | 0                     | 0                     | -                              | 23                             | 0                              | 0                              | 1     | 0     | 0     | 246   | 9     | 1     |

## Palmarès

### En club
|  |  | USL Dunkerque B - Régional 1 : - Champion : 2017 |  | Union Saint-Gilloise - Championnat de Belgique : - Vice-champion : 2022 - Championnat de Belgique de deuxième division (1) : - Champion : 2021 |

### Distinctions individuelles
- 2021 : Nommé au Lion belge[38].
- 2022 : Nommé au Lion belge (2e)[39].